# Crafton Wallace
Crafton Wallace (født 15. april 1972 i Baltimore, Maryland i USA) er en amerikansk tidligere MMA-udøver, som  har konkurreret i mellemvægt i organisationenerne Ultimate Fighting Championship (UFC), Strikeforce og King of the Cage.

## MMA-karriere

### Tidlige karriere
Wallace startede sin professionelle MMA-debut og åbnede en rekordliste på 7–1–1 hvor han havde afsluttet sine modstandere i størstedelen af kampene i 1. omgang. I 2006, kæmpede Wallace mod Ray Routh på Strikeforce: Shamrock vs. Gracie, hvor han vandt via knockout (knæ) tidligt i 2. omgang. Wallace vandt derefter 3 flere kampe før tid og skrev kontrakt med UFC.

### Ultimate Fighting Championship
Wallace fik UFC-debut den 17. august, 2006, ved at møde danske Martin Kampmann på UFC Fight Night 6, hvor han tabte via submission (rear-naked choke). Wallace vandt derefter sine næste 2 kampe før tid før han vendte tilbage til UFC mod fremtidge Strikeforce-weltervægt-mester Nate Marquardt på Ortiz vs. Shamrock: The Final Chapter. Wallace blev submittet i 2. omgang.

### Efter UFC
Wallace vandt sine næste 5 kampe, de fleste på submission. Herefter led han under nogle seriøse skader i sine få næste kampe.